# Eupithecia flavigutta
Eupithecia flavigutta es una especie de polilla de la familia Geometridae. La especie fue descrita por primera vez por George Duryea Hulst habiendo sido descrita en 1896, con distribución en el estado de Colorado, en los bosques montañosos del este de Arizona y en el sureste de Nuevo México en Estados Unidos. El holotipo de la especie fue descrita en las colinas de Bear Wallow y Mud Springs al sureste de Colorado.